# Stoke Mandeville
Stoke Mandeville is een civil parish in het Verenigd Koninkrijk. Het dorp ligt binnen het Aylesbury Vale district, 4,8 kilometer ten zuidoosten van Aylesbury in de county Buckinghamshire.
Stoke Mandeville heeft een grote hoeveelheid landbouwgrond binnen zijn grenzen. Anders dan de naam doet vermoeden bevindt het Stoke Mandeville Hospital zich niet in het dorp, maar op de parochiegrens met Aylesbury.
Het dorp stond oorspronkelijk bekend als Stoches in het Domesday Book uit 1086. Deze naam was afgeleid van het Oud-Engelse woord stoc, wat 'afgelegen boerderij' betekent. De naam Mandeville werd voor het eerst omschreven in 1284, toen de heerlijkheid in handen was van de machtige Norman de Mandeville-familie. De voormalige middeleeuwse parochiekerk aan de rand van het dorp werd opgeheven begin 20e eeuw, en is inmiddels afgebroken. De enige kerken in het dorp zijn de huidige parochiekerk, St Mary, en de methodistische kerk.
Stoke Mandeville was de locatie van de Stoke Mandeville Games, die voor het eerst plaatsvonden in 1948. Deze staan tegenwoordig bekend als de World Wheelchair and Amputee Games. De spelen, die acht keer werden gehouden in Stoke Mandeville, vormden de inspiratie voor de Paralympische Spelen. De Paralympische Zomerspelen 1984 werden eveneens in het dorp gehouden. Sinds 2010 wordt ook de Paralympische vlam in het dorp ontstoken die net als de Olympische vlam in estafettevorm naar de openingsceremonie van de Paralympische Spelen wordt gebracht.
Op 13 mei 2000 werd het nieuwe Stoke Mandeville Millennium bord onthuld. Deze staat op een klein bakstenen voetstuk net naast de basisschool. Dit bord toont het leven in het dorp door de eeuwen heen.
Het treinstation van het dorp wordt aangedaan door de Chiltern Railwayslijn tussen Aylesbury station en Wendover station.
De school van Stoke Mandeville is een openbare school waar kinderen van hun vierde tot hun elfde op zitten. De school heeft ongeveer 220 leerlingen.
Addington
· Adstock
· Akeley
· Amersham
· Ashendon
· Ashley Green
· Aston Abbotts
· Aston Clinton
· Aston Sandford
· Astwood
· Aylesbury
· Barton Hartshorn
· Beachampton
· Beaconsfield
· Biddlesden
· Bierton with Broughton
· Bledlow-cum-Saunderton
· Bletchley and Fenny Stratford
· Boarstall
· Bow Brickhill
· Bradenham
· Bradwell
· Bradwell Abbey
· Brill
· Broughton
· Buckingham
· Buckland
· Burnham
· Calvert Green
· Calverton
· Campbell Park
· Castlethorpe
· Central Milton Keynes
· Chalfont St. Giles
· Chalfont St. Peter
· Charndon
· Chartridge
· Chearsley
· Cheddington
· Chenies
· Chepping Wycombe
· Chesham
· Chesham Bois
· Chetwode
· Chicheley
· Chilton
· Cholesbury-cum-St. Leonards
· Clifton Reynes
· Cold Brayfield
· Coldharbour
· Coleshill
· Creslow
· Cublington
· Cuddington
· Denham
· Dinton-with-Ford-and-Upton
· Dorney
· Dorton
· Downley
· Drayton Beauchamp
· Drayton Parslow
· Dunton
· East Claydon
· Edgcott
· Edlesborough
· Ellesborough
· Emberton
· Farnham Royal
· Fawley
· Fleet Marston
· Foscott
· Fulmer
· Gawcott with Lenborough
· Gayhurst
· Gerrards Cross
· Granborough
· Great and Little Hampden
· Great and Little Kimble
· Great Brickhill
· Great Horwood
· Great Linford
· Great Marlow
· Great Missenden
· Grendon Underwood
· Haddenham
· Halton
· Hambleden
· Hanslope
· Hardmead
· Hardwick
· Haversham-cum-Little Linford
· Hazlemere
· Hedgerley
· Hedsor
· Hillesden
· Hoggston
· Hogshaw
· Hughenden Valley
· Hulcott
· Ibstone
· Ickford
· Iver
· Ivinghoe
· Kents Hill, Monkston and Brinklow
· Kingsey
· Kingswood
· Lacey Green
· Lane End
· Lathbury
· Latimer
· Lavendon
· Leckhampstead
· Lillingstone Dayrell
· Lillingstone Lovell
· Little Brickhill
· Little Chalfont
· Little Horwood
· Little Marlow
· Little Missenden
· Long Crendon
· Longwick-cum-Ilmer
· Loughton
· Ludgershall
· Maids Moreton
· Marlow
· Marlow Bottom
· Marsh Gibbon
· Marsworth
· Medmenham
· Mentmore
· Middle Claydon
· Milton Keynes
· Moulsoe
· Mursley
· Nash
· Nether Winchendon
· New Bradwell
· Newport Pagnell
· Newton Blossomville
· Newton Longville
· North Crawley
· North Marston
· Oakley
· Olney
· Oving
· Padbury
· Penn
· Piddington and Wheeler End
· Pitchcott
· Pitstone
· Poundon
· Preston Bissett
· Princes Risborough
· Quainton
· Quarrendon
· Radclive-cum-Chackmore
· Radnage
· Ravenstone
· Seer Green
· Shabbington
· Shalstone
· Shenley Brook End
· Shenley Church End
· Sherington
· Simpson
· Slapton
· Soulbury
· Stantonbury
· Steeple Claydon
· Stewkley
· Stoke Goldington
· Stoke Hammond
· Stoke Mandeville
· Stoke Poges
· Stokenchurch
· Stone with Bishopstone and Hartwell
· Stony Stratford
· Stowe
· Swanbourne
· Taplow
· The Lee
· Thornborough
· Thornton
· Tingewick
· Turville
· Turweston
· Twyford
· Tyringham and Filgrave
· Upper Winchendon
· Waddesdon
· Walton
· Warrington
· Water Stratford
· Watermead
· Wavendon
· Weedon
· Wendover
· West Bletchley
· West Wycombe
· Westbury
· Westcott
· Weston Turville
· Weston Underwood
· Wexham
· Whaddon
· Whitchurch
· Wing
· Wingrave and Rowsham
· Winslow
· Woburn Sands
· Wolverton and Greenleys
· Wooburn and Bourne End
· Woodham
· Worminghall
· Wotton Underwood
· Woughton